# Hongaarse verdediging
De Hongaarse verdediging is het schaken een opening die tot de open spelen behoort. De beginzetten ervan zijn 1.e4 e5 2.Pf3 Pc6 3.Lc4 Le7. De ECO-code van deze opening is C50. De zet 3. ..., Le7 is iets verdedigender dan de zet 3. ..., Lc5 die in het Italiaans gespeeld wordt. De opening is vernoemd naar correspondentieschaakpartijen tussen Parijs en Pest halverwege de 19e eeuw. Daarna is hij veel gespeeld door grootmeesters met een sterke defensieve stijl zoals Samuel Reshevsky en voormalig wereldkampioen Vasili Smyslov.

## Doel
In tegenstelling tot scherpere varianten als Italiaans en het Tweepaardenspel wil zwart hier de complexiteit van deze varianten vermijden door een wat passieve zet 3. ..., Le7. Wit heeft in deze opening wel heel veel ruimte om zich te ontwikkelen. Zwart moet zich schikken in het verdedigen van een gedrongen stelling.

## Beste respons voor wit
De beste respons in deze stelling is 4. d4, waarmee wit het centrum wil domineren. Mocht zwart de pion slaan met de pion, dan volgt de korte rokade.